# Saint-Pastour
Saint-Pastour é uma comuna francesa na região administrativa da Nova Aquitânia, no departamento Lot-et-Garonne. Estende-se por uma área de 14,46 km². Em 2010 a comuna tinha 390 habitantes (densidade: 27 hab./km²).